# Yoshio Kikugawa
Yoshio Kikugawa, född 12 september 1944 i Fujieda i Shizuoka prefektur, död 2 december 2022, var en japansk fotbollsspelare.